# Fabia Trabaldo
Fabia Trabaldo (Borgosesia, 5 marzo 1972) è un'ex mezzofondista italiana.
Nel corso della sua carriera ha conquistato sei titoli italiani assoluti e fu la prima atleta italiana a ottenere nella categoria juniores il titolo assoluto sugli 800 e sui 1500m.

## Biografia
Iniziò a correre nel 1984, allenata da Franco Sartori e poi da Gianni Ghedini. Tesserata per la società SNAM di San Donato Milanese, ottenne il record italiano degli 800m nella categoria allieve. Nel 1991 ai Campionati europei under 20 di atletica leggera di Salonicco conquistò la medaglia d'argento negli 800 e nei 1500m. Il 23 luglio 1992 realizzò a Parma il secondo tempo italiano assoluto sulla distanza dei 1000m con 2'35"06.
Vanta 10 presenze nella squadra nazionale italiana assoluta, arrivando a correre la semifinale negli 800m alle Olimpiadi di Barcellona nel 1992 e la finale nei 1500m ai campionati mondiali di atletica leggera di Stoccarda nel 1993. Sempre nel 1993 ha ottenuto la medaglia d'argento sugli 800m ai Giochi del Mediterraneo di Narbona.
Ritiratasi dalle attività sportive, si è trasferita a Roasio, in provincia di Vercelli. È sposata e madre di due figli.

## Palmarès
| Anno | Manifestazione    | Sede          | Evento       | Risultato  | Prestazione | Note                                   |
| ---- | ----------------- | ------------- | ------------ | ---------- | ----------- | -------------------------------------- |
| 1989 | Mondiali di cross | Stavanger     | Corsa U20    | 112ª       | 19'30"      |                                        |
| 1989 | Europei juniores  | Varaždin      | 800 m piani  | 5ª         | 2'04"65     | Miglior prestazione nazionale under 18 |
| 1990 | Mondiali di cross | Aix-les-Bains | Corsa U20    | 54ª        | 15'29"      |                                        |
| 1990 | Mondiali juniores | Plovdiv       | 800 m piani  | 7ª         | 2'06"95     |                                        |
| 1991 | Europei juniores  | Salonicco     | 800 m piani  | Argento    | 2'04"75     | [ 1 ]                                  |
| 1991 | Europei juniores  | Salonicco     | 1500 m piani | Argento    | 4'15"58     | [ 1 ]                                  |
| 1992 | Europei indoor    | Genova        | 800 m piani  | 6ª         | 2'03"70     |                                        |
| 1992 | Giochi Olimpici   | Barcellona    | 800 m piani  | Batteria   | 2'01"44     |                                        |
| 1992 | Giochi Olimpici   | Barcellona    | 1500 m piani | Semifinale | dnf         | [ 2 ]                                  |
| 1993 | Mondiali          | Stoccarda     | 800 m piani  | Batteria   | 2'02"36     |                                        |
| 1993 | Mondiali          | Stoccarda     | 1500 m piani | 8ª         | 4'08"23     |                                        |
| 1994 | Europei indoor    | Parigi        | 1500 m piani | 9ª         | 4'18"12     |                                        |

## Campionati nazionali
- ai Campionati italiani assoluti di atletica leggera, 800 metri piani (1991)
- ai Campionati italiani assoluti di atletica leggera, 1500 metri piani (1991, 1992, 1993)

## Altre competizioni internazionali
1993
- 11ª alla IAAF Grand Prix Final ( Londra), miglio - 4'38"07
- 6ª all'Herculis ( Monaco), 1500 m piani - 4'03"62
- 6ª al Golden Gala ( Roma), 800 m piani - 2'00"03